# KakaoTalk
KakaoTalk (카카오톡?) è un'applicazione per smartphone di messaggistica istantanea sviluppata dall'azienda sudcoreana Kakao. È stata lanciata il 18 marzo 2010 ed è disponibile per dispositivi Android, Bada, BlackBerry OS, iOS, Nokia Asha e su computer Windows.
L'applicazione permette di effettuare telefonate e di scambiare messaggi, foto, video, messaggi vocali, la posizione geografica e informazioni di contatto. Inoltre, in Corea del Sud KakaoTalk è anche una piattaforma per la distribuzione di contenuti di terze parti, come altre app e giochi.